# Мареш (Румунія)
Мареш (рум. Mareș) — село у повіті Арджеш в Румунії. Входить до складу комуни Албота.
Село розташоване на відстані 110 км на захід від Бухареста, 11 км на південний захід від Пітешть, 92 км на північний схід від Крайови, 116 км на південний захід від Брашова.

## Населення
За даними перепису населення 2002 року у селі проживали 1087 осіб, усі — румуни. Усі жителі села рідною мовою назвали румунську.